# Gomphosus caeruleus
 Gomphosus caeruleus és una espècie de peix de la família dels làbrids i de l'ordre dels perciformes que es troba des de l'Àfrica oriental fins a KwaZulu-Natal (Sud-àfrica) i el Mar d'Andaman.
Els mascles poden assolir els 30 cm de longitud total.